# Чатлик
Чатли́к (рос. Чатлык) — село у складі Красноуфімського міського округу (Натальїнськ) Свердловської області.
Населення — 599 осіб (2010, 688 у 2002).
Національний склад станом на 2002 рік: росіяни — 94 %.